# SecureTower

SecureTower — разработанное компанией Falcongaze программное обеспечение класса DLP, предназначенное для предотвращения утечек информации, позиционированное для среднего бизнеса.

## Falcongaze
Falcongaze — российский разработчик решений ИБ для крупного и среднего бизнеса, один из активных игроков рынка DLP-систем.  
По данным «Anti-Malware», в 2013 году компания имела высокий потенциал роста.

## История создания
- 2010 — разработка первой версии SecureTower[2].
- 2014 — версия 5.5[2].
- 2017 — версия 6.0[4].
- 2018 — версия 6.2[5].
- 2019 — версия 6.3[6].
- 2024 — версия 7.0 Helium[7].
- 2025 — версия 7.0 Oxygen[1].

## ФункционалSecureTower
- Противодействие внутренним угрозам ИБ[4].
- Перехват трафика (мессенджеры, почта, облачные хранилища, принтеры, USB).
- Мониторинг действий персонала и соцсетей.
- Контроль мобильных рабочих станций.
- Поиск утечек по цифровым отпечаткам и паттернам.
- Сбор данных для расследований.

В версии 7 Helium (2024) добавлены распознавание лиц и карта офиса.  
С обновлением 7 Oxygen серверы SecureTower поддерживают Linux-среду.